# بونیفاس سوم

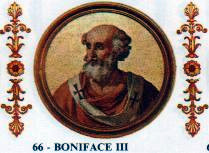

پاپ بونیفاس سوم (به انگلیسی: Pope Boniface III) یکی از پاپ‌های کلیسای کاتولیک رم بود که در رم به دنیا آمد و بین ۱۹ فوریه ۶۰۷ تا۱۲ نوامبر ۶۰۷ میلادی پاپ بود.